# Politikåret 1819

## Händelser
- 2 mars - Arkansasterritoriet upprättas i USA.[1]
- 14 december - Alabama blir delstat i USA.[2]

### Fotnoter
1. ↑  ”Arkansas” (på engelska). World Statesmen. http://www.worldstatesmen.org/US_states_A-D.html#Arkansas. Läst 30 juli 2015.
2. ↑  ”Alabama” (på engelska). World Statesmen. http://www.worldstatesmen.org/US_states_A-D.html#Alabama. Läst 30 juli 2015.